# Imanol Corral
Imanol Corral Matellán (Basauri, Vizcaya, 19 de marzo de 1994), conocido como Corral, es un futbolista español, que juega como lateral izquierdo.

## Biografía
Nacido en Basauri (Vizcaya) se formó como futbolista en las categorías inferiores del Athletic Club desde 2004, formando parte del conjunto juvenil que se proclamó en la temporada 2012-2013 subcampeón de la Copa del Rey Juvenil de Fútbol. La siguiente temporada debutó con el CD Basconia (Segundo filial del conjunto rojiblanco) en Tercera División de España.
El 8 de junio de 2015 se hizo oficial su fichaje por la S.D. Eibar para formar parte del C.D. Vitoria, conjunto que ejercía como filial armero. Esa misma temporada debutó con el primer equipo el día 14 de febrero, como sustituto del japonés Takashi Inui, en la victoria por 2-0 ante el U.D. Levante.
En la temporada 2016-2017 entrenaba de manera habitual con el primer equipo y jugaba con el C.D. Vitoria. Finalizada la temporada el club armero le dio la baja.
Se unió al SD Balmaseda FC para la temporada 2017-18.

## Clubes
| Club          | País   | Año        |
| ------------- | ------ | ---------- |
| C.D. Basconia | España | 2013-2015  |
| C.D. Vitoria  | España | 2015-2016  |
| S.D. Eibar    | España | 2016-2017  |
| Balmaseda     | España | 2017- 2021 |